# Beginerklostre
Beginerklostre (fransk: béguinage, nederlandsk: begijnhof) var for kvinder, der havde viet deres liv til Gud uden dog at trække sig tilbage fra verden. I 1200-tallet grundlagde de klostre, som skulle dække deres åndelige og materielle behov.
De flamske beginerklostre indeholder huse, kirker og grønne områder.

## Béguinages i Belgien
| - Aarschot - Antwerpen - Brugge - Dendermonde - Diest - Diksmuide - Gent: Gamle sankt Elisabeth Ny sankt Elisabeth i Sint-Amandsberg Vor frue Ter Hooyen | - Hasselt - Herentals - Hoogstraten - Lier - Leuven: Grand Béguinage, Leuven Oud Béguinage, Leuven | - Mechelen: Groot Begijnhof Klein Begijnhof - Kortrijk - Sint-Truiden - Turnhout - Tongeren |

De flamske Béguinages blev indskrevet på UNESCOs Verdensarvsliste i 1998.

## Andre béguinages (begijnhofs)
| - Begijnhof Amsterdam, Hollnd - Begijnhof Breda, Holland | - Béguinage de Saint Vaast, Cambrai, Frankrig - Béguinage, Valenciennes, Frankrig | - Elm Hill Houses, Norwich, England |

## Galleri
- Béguinage i Brugge
- Sint-Alexiusbegijnhof Dendermonde
- Begijnhof Diksmuide
- Sint-Elisabeth, Gent
- Store béguinage i Leuven
- Lille béguinage i Leuven
- The Begijnhof i Breda (Holland).
- Begijnhof Amsterdam
- Statue af en begynnonne Amsterdam.